# Lehnstedt
Lehnstedt est une commune allemande de l'arrondissement du Pays-de-Weimar, Land de Thuringe.

## Géographie
|           | Umpferstedt Frankendorf | Hammerstedt       |
| Mellingen | Lehnstedt               |                   |
|           | Magdala                 | Kleinschwabhausen |

Lehnstedt se trouve sur la ligne de Weimar à Gera.

## Histoire
Lehnstedt est mentionné pour la première fois en 876 sous le nom de Lautalahestat.
Il y a des dévastations au moment de la guerre de Trente Ans ainsi que des inondations de 1613 et 1830 et des grands incendies de 1665 et 1798. En 1637, la peste fait rage (96 morts).

## Source de la traduction
- (de) Cet article est partiellement ou en totalité issu de l’article de Wikipédia en allemand intitulé « Lehnstedt » (voir la liste des auteurs).